# Маунтен (переписна місцевість, Вісконсин)
Маунтен (англ. Mountain) — переписна місцевість (CDP) в США, в окрузі Оконто штату Вісконсин. Населення — 289 осіб (2020).

## Географія
Маунтен розташований за координатами 45°11′11″ пн. ш. 88°28′5″ зх. д. / 45.18639° пн. ш. 88.46806° зх. д. (45.186331, -88.468054).  За даними Бюро перепису населення США в 2010 році переписна місцевість мала площу 17,35 км², уся площа — суходіл.

## Демографія
Згідно з переписом 2010 року, у переписній місцевості мешкали 363 особи в 158 домогосподарствах у складі 102 родин. Густота населення становила 21 особа/км².  Було 311 помешкання (18/км²).
Расовий склад населення:
| - 95,9 % — білих - 2,2 % — корінних американців |

До двох чи більше рас належало 1,7 %. Частка іспаномовних становила 1,1 % від усіх жителів.
За віковим діапазоном населення розподілялося таким чином: 17,9 % — особи молодші 18 років, 61,4 % — особи у віці 18—64 років, 20,7 % — особи у віці 65 років та старші. Медіана віку мешканця становила 50,6 року. На 100 осіб жіночої статі у переписній місцевості припадало 102,8 чоловіків;  на 100 жінок у віці від 18 років та старших — 109,9 чоловіків також старших 18 років.
Середній дохід на одне домашнє господарство  становив 40 862 долари США (медіана — 32 500), а середній дохід на одну сім'ю — 53 007 доларів (медіана — 48 750). Медіана доходів становила 35 000 доларів для чоловіків та 21 667 доларів для жінок. За межею бідності перебувало 23,9 % осіб, у тому числі 59,6 % дітей у віці до 18 років та 9,0 % осіб у віці 65 років та старших.
Цивільне працевлаштоване населення становило 121 особа. Основні галузі зайнятості: виробництво — 28,9 %, роздрібна торгівля — 22,3 %, освіта, охорона здоров'я та соціальна допомога — 11,6 %, транспорт — 7,4 %.